# Pseudomma japonicum
Pseudomma japonicum är en kräftdjursart som beskrevs av Murano 1970. Pseudomma japonicum ingår i släktet Pseudomma och familjen Mysidae. Inga underarter finns listade i Catalogue of Life.